# Miên Đức
Miên Đức (tiếng Mãn: ᠮᡳᠶᠠᠨ ᡩᡝ, Möllendorff: miyan de, chữ Hán: 綿德; 21 tháng 8 năm 1747 - 17 tháng 11 năm 1786), Ái Tân Giác La, là Tông thất nhà Thanh trong lịch sử Trung Quốc.

## Cuộc đời
Miên Đức, còn được xưng là Miên Đức A ca (tiếng Mãn: ᠮᡳᠶᠠᠨ ᡩᡝ
ᠠᡤᡝ, Möllendorff: miyan de age), sinh vào giờ Hợi, ngày 6 tháng 7 (âm lịch) năm Càn Long thứ 12 (1747), là con trai trưởng của Định An Thân vương Vĩnh Hoàng và là trưởng tôn của Thanh Cao Tông Càn Long Đế. Mẹ ông là Đích Phúc tấn Y Lạp Lý thị (伊拉里氏). Năm Càn Long thứ 15 (1750), tháng 3, phụ thân ông qua đời, Càn Long Đế vô cùng tiếc nuối nên đặc ân cho ông kế tập tước vị của cha và được phong Định Thân vương (定親王). Năm thứ 27 (1762), ông được lệnh mang theo trà rượu đến tế điện Vượng Trát Lặc (旺扎勒). Năm thứ 34 (1769), ông được ban thưởng bộ dây cương ngựa màu kim hoàng. Năm thứ 37 (1772), thì bị hàng tước xuống Định Quận vương (定郡王). Năm thứ 40 (1775), tháng 1, Lệnh Ý Hoàng quý phi qua đời, ông được lệnh mặc tang phục để tang. Tháng 12, Giản Khác Thân vương Phong Nột Hanh qua đời, ông được lệnh đến tế rượu trà.
Năm thứ 41 (1776), tháng giêng, do nhận hối lộ của quan viên nên ông bị cách tước, trở thành Nhàn tản Tông thất, tước vị sẽ do nhị đệ Miên Ân thế tập. Dụ chỉ:
| “                                  | 前据迈拉逊奏拾获匿名揭帖一纸, 内有开写绵德阿哥赏给礼部郎中秦雄褒字画食物并经相见送礼一节, 随密谕福隆安查访. 今据奏称, 拏获曾在绵德阿哥处雇工之马成, 苏二, 讯供秦雄褒曾进见绵德阿哥致送画册炉瓶等物, 绵德阿哥亦赏给绸纱字扇属实. 此事甚有关系. 阿哥在内廷读书, 理应谨慎自持, 不当与外人交接. 况秦雄褒不过一礼部汉司员, 与阿哥等毫无干涉, 非若书房行走之翰林等可比. 秦雄褒何所为而必欲谒见绵德, 绵德亦何所为而必欲认识秦雄褒乎. 秦雄褒系秦道然一家, 从前秦道然在康熙年间即有交通塞思黑之事, 其家风本不醇谨. 今秦雄褒复敢如此, 幸而早为发觉, 尚不致久滋事端, 此即阿哥等之福. 若不示以惩儆, 恐诸皇子皇孙无所畏惮, 渐失我朝家法. 绵德, 着革退王爵, 即令绵恩承袭.... 至秦雄褒身为司员敢与绵德馈送, 殊属可恶, 着革职, 即日发往伊犁, 不准赎罪. . Tiền cư Mại Lạp Tốn tấu thập hoạch nặc danh yết thiếp nhất chỉ, nội hữu khai tả Miên Đức A ca thưởng cấp Lễ bộ Lang trung Tần Hùng Bao tự họa thực vật tịnh kinh tương kiến tống lễ nhất tiết, tùy mật dụ phúc long an tra phóng. Kim cư tấu xưng, noa hoạch tằng tại Miên Đức A ca xử cố công chi mã thành, tô nhị, tấn cung Tần Hùng Bao tằng tiến kiến Miên Đức A ca trí tống họa sách lô bình đẳng vật, Miên Đức A ca diệc thưởng cấp trù sa tự phiến chúc thực. Thử sự thậm hữu quan hệ. A ca tại nội đình độc thư, lý ứng cẩn thận tự trì, bất đương dữ ngoại nhân giao tiếp. Huống tần hùng bao bất quá nhất Lễ bộ Hán ti viên, dữ A ca đẳng hào vô kiền thiệp, phi nhược thư phòng hành tẩu chi Hàn Lâm đẳng khả bỉ. Tần Hùng Bao hà sở vi nhi tất dục yết kiến Miên Đức, Miên Đức diệc hà sở vi nhi tất dục nhận thức Tần Hùng Bao hồ. Tần Hùng Bao hệ Tần Đạo Nhiên nhất gia, tòng tiền Tần Đạo Nhiên tại Khang Hi niên gian tức hữu giao thông tắc tư hắc chi sự, kỳ gia phong bản bất thuần cẩn. Kim Tần Hùng Bao phục cảm như thử, hạnh nhi tảo vi phát giác, thượng bất trí cửu tư sự đoan, thử tức A ca đẳng chi phúc. Nhược bất kỳ dĩ trừng cảnh, khủng chư Hoàng tử Hoàng tôn vô sở úy đạn, tiệm thất ngã triêu gia pháp. Miên Đức, trứ cách thối vương tước, tức lệnh Miên Ân thừa tập.... Chí Tần Hùng Bao thân vi ti viên cảm dữ Miên Đức quỹ tống, thù chúc khả ác, trứ cách chức, tức nhật phát vãng Y Lê, bất chuẩn thục tội. | ” |
| — Cao Tông Thuần Hoàng đế Thực lục | |   |

Năm thứ 42 (1777), tháng 1, Sùng Khánh Hoàng thái hậu qua đời. Càn Long Đế muốn một Hoàng tôn theo đến Thái lăng hầu hạ liền hạ dụ chỉ:
| “ | 朕从前原欲于皇孙内遣派一人恭赴泰陵承祀, 因仰体皇太后高年, 以孙曾绕膝为乐, 圣意不欲令其远离, 是以未经办及. 今遭大行皇太后大事, 现在敬办泰东陵工程, 即日山陵礼成, 着封绵德为镇国公, 前往泰陵, 泰东陵侍奉.... 绵德系朕长孙, 兹令其只奉皇考皇妣陵寝, 于理为宜. 至伊昨岁曾获罪愆, 因将伊王爵令绵恩承袭. 今赏伊公爵, 仍系推圣母慈爱之心, 伊务宜倍加敬慎, 承受恩泽, 毋负朕教育成全至意. . Trẫm tòng tiền nguyên dục vu Hoàng tôn nội khiển phái nhất nhân cung phó Thái lăng thừa tự, nhân ngưỡng thể Hoàng thái hậu cao niên, dĩ tôn tằng nhiễu tất vi nhạc, Thánh ý bất dục lệnh kỳ viễn ly, thị dĩ vị kinh bạn cập. Kim tao Đại hành Hoàng thái hậu đại sự, hiện tại kính bạn Thái Đông lăng công trình, tức Nhật Sơn lăng lễ thành, trứ phong Miên Đức vi Trấn quốc công, tiền vãng Thái lăng, Thái đông lăng thị phụng.... Miên Đức hệ trẫm trưởng tôn, tư lệnh kỳ chích phụng Hoàng khảo Hoàng tỷ lăng tẩm, vu lý vi nghi. Chí y tạc tuế tằng hoạch tội khiên, nhân tương y vương tước lệnh Miên Ân thừa tập. Kim thưởng y công tước, nhưng hệ thôi Thánh mẫu từ ái chi tâm, y vụ nghi bội gia kính thận, thừa thụ ân trạch, vô phụ Trẫm giáo dục thành toàn chí ý. | ” |

Tháng 2, Miên Đức được phong Phụng ân Trấn quốc công (奉恩镇国公), phái đi trông coi Thái lăng. Cùng năm, ông tạm thời chịu trách nhiệm quản lý các lăng tẩm. Năm thứ 44 (1779), ông được ban thưởng Công phủ ở Tây Đan bài lâu (nay là số 33 Xiaoshihu Hutong). Năm thứ 49 (1784), tháng giêng, trưởng tử Dịch Thuần sinh được hạ một người con trai, Càn Long Đế cực kì vui mừng vì được hưởng "Ngũ thế nhất đường", do đó ông được tấn phong Bối tử. Dụ chỉ viết:
| “ | 皇长孙绵德前因与革职礼部郎中秦雄褒往来馈遗书画革去承袭定郡王, 嗣复加恩封为公爵. 绵德为皇长子定安亲王嫡长子, 系朕长孙. 设如书生拘迂之见, 若明洪武时, 懿文太子既殁. 刘三吾建议, 谓皇孙世嫡, 礼宜承统. 洪武泥于法古, 遂立建文为皇太孙, 其后酿成永乐靖难之变, 祸乱相寻, 臣民荼毒, 皆刘三吾一言丧邦之所致也. 朕惟深鉴于历代建储之失, 是以再三宣谕, 并令纂辑储贰金鉴一书, 为万世法戒. 若如洪武之泥古立储封建, 以祖宗神器之重, 轻为付托, 岂我大清宗社万年之福乎. 今念绵德之子奕纯, 新岁可以得子, 朕庆抱元孙, 五世一堂, 实为古稀盛事, 自应特沛恩施, 以衍奕禩云礽之庆. 绵德着加恩晋封固山贝子, 嗣后宜益加谨饬, 常存敬畏, 以期永承恩泽, 副朕谆切训勉之至意. 此旨并着入于储贰金鉴. . Hoàng trưởng tôn Miên Đức tiền nhân dữ cách chức Lễ bộ Lang trung Tần Hùng Bao vãng lai quỹ di thư họa cách khứ thừa tập Định Quận vương, tự phục gia ân phong vi Công tước. Miên Đức vi hoàng trưởng tử Định An Thân vương đích trưởng tử, hệ trẫm trưởng tôn. Thiết như thư sinh câu vu chi kiến, nhược Minh Hồng Vũ thì, Ý Văn Thái tử ký một. Lưu Tam Ngô kiến nghị, vị Hoàng tôn thế đích, lễ nghi thừa thống. Hồng Vũ nê vu pháp cổ, toại lập Kiến Văn vi Hoàng thái tôn, kỳ hậu nhưỡng thành Vĩnh Nhạc Tĩnh Nan chi biến, họa loạn tương tầm, thần dân đồ độc, giai lưu tam ngô nhất ngôn tang bang chi sở trí dã. Trẫm duy thâm giám vu lịch đại kiến trữ chi thất, thị dĩ tái tam tuyên dụ, tịnh lệnh toản tập trữ nhị kim giám nhất thư, vi vạn thế pháp giới. Nhược như Hồng Vũ chi nê cổ lập trữ phong kiến, dĩ tổ tông thần khí chi trọng, khinh vi phó thác, khởi ngã đại thanh tông xã vạn niên chi phúc hồ. Kim niệm Miên Đức chi tử Dịch Thuần, tân tuế khả dĩ đắc tử, Trẫm khánh bão nguyên tôn, ngũ thế nhất đường, thực vi cổ hi thịnh sự, tự ứng đặc phái ân thi, dĩ diễn dịch tự vân nhưng chi khánh. Miên Đức trứ gia ân tấn phong Cố Sơn Bối tử, tự hậu nghi ích gia cẩn sức, thường tồn kính úy, dĩ kỳ vĩnh thừa ân trạch, phó trẫm truân thiết huấn miễn chi chí ý. Thử chỉ tịnh trứ nhập vu trữ nhị kim giám. | ” |

Năm thứ 51 (1786), ngày 27 tháng 9 (âm lịch), giờ Mùi, ông qua đời, thọ 40 tuổi.

## Gia đình
- Nguyên phối: Bác Nhĩ Tế Cát Đặc thị (博爾濟吉特氏), con gái của Cố Luân Ngạch phò Sắc Bố Đằng Ba Lạc Châu Nhĩ, hôn phu của Cố Luân Hòa Kính Công chúa. Khi mất được gia ân chiếu theo lệ của Quận vương Phúc tấn xử lý.
- Kế thất: Y Nhĩ Căn Giác La thị (伊尔根觉罗氏), con gái của Hòa Thạc Ngạch phò Phú Tăng Ngạch (富僧额), hôn phu của Quận chúa - con gái thứ 2 của Di Hiền Thân vương Dận Tường. Bà có một người chị gái là Kế Phúc tấn của Lý Đoan Thân vương Vĩnh Thành.
- Con trai: Dịch Thuần (奕純; 1767 - 1816), mẹ là Kế Phu nhân Y Nhĩ Căn Giác La thị. Năm 1786 được phong Bối tử (貝子). Lấy cháu gái của Tát Tái (萨载), một đại thần thời Càn Long. Có ba con trai.